# Nakło nad Notecią
Nakło nad Notecią (niem. Nakel an der Netze) – miasto w Polsce w województwie kujawsko-pomorskim, siedziba powiatu nakielskiego oraz gminy miejsko-wiejskiej Nakło nad Notecią. Według danych GUS z 31 grudnia 2023 roku, Nakło nad Notecią liczyło 17 002 mieszkańców.
Miasto królewskie lokowane w 1299 roku. Miasto Nakiel należało do starostwa nakielskiego, pod koniec XVI wieku leżało w powiecie nakielskim województwa kaliskiego.

## Położenie
Miasto położone jest na prawobrzeżnej ziemi nadnoteckiej, w południowo-wschodniej części Krajny, w pasie Pojezierza Południowopomorskiego (w tym Pojezierza Krajeńskiego), przy drodze krajowej nr 10, w odległości 31 km na zachód od Bydgoszczy.
Według danych z 1 stycznia 2011 r. powierzchnia miasta wynosiła 10,62 km².

## Nazwa
Po raz pierwszy miejscowość zanotowana została w najstarszej Kronice polskiej spisanej po łacinie w latach 1112–1116 przez Galla Anonima, gdzie wspomniana jest w łacińskiej nazwie castrum Nakel (pol. gród Nakieł). Miejscowość pod zlatynizowaną nazwą Nakil wymieniona jest w łacińskim dokumencie wydanym w Gnieźnie w 1288 roku sygnowanym przez króla polskiego Przemysła II. Wymienia on kasztelana Nakła Zbiluda we fragmencie „Zbiludo castellano de Nakil”.
Jeden z pierwszych zachowanych dokumentów z nazwą miasta w języku polskim zanotował w 1429 roku Marcin z Międzyrzecza, który wymienił w nim czestnika bydgoskiego i starostę nakielskiego Tomka z Pakości – w org. „Thomekspakosczy czestnik bidgosczky ystarosta nakelsky”.

## Historia

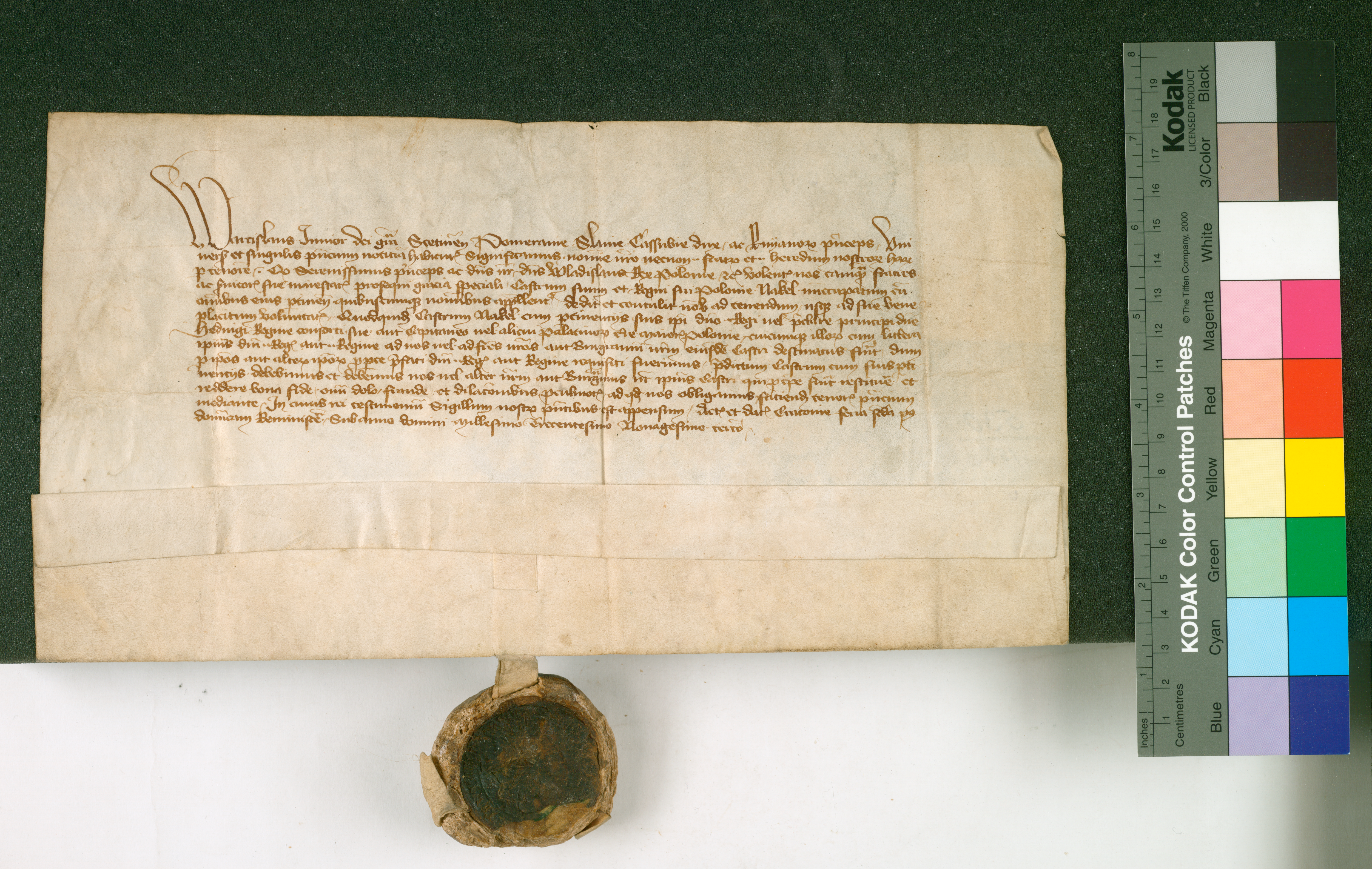
Warcisław, książę szczeciński otrzymuje od Władysława, króla polskiego, gród Nakło – dokument z 1393 roku

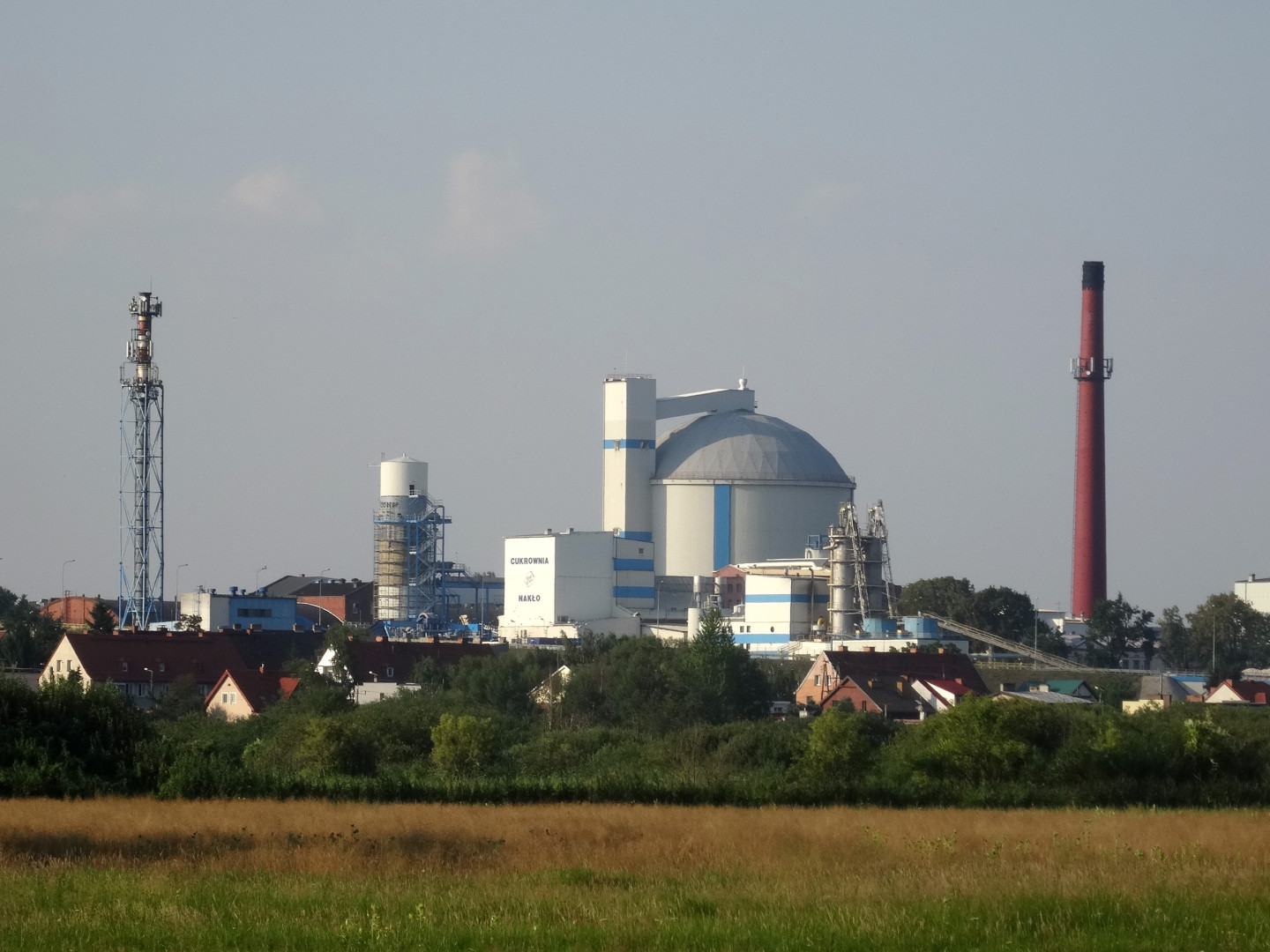
Cukrownia w Nakle

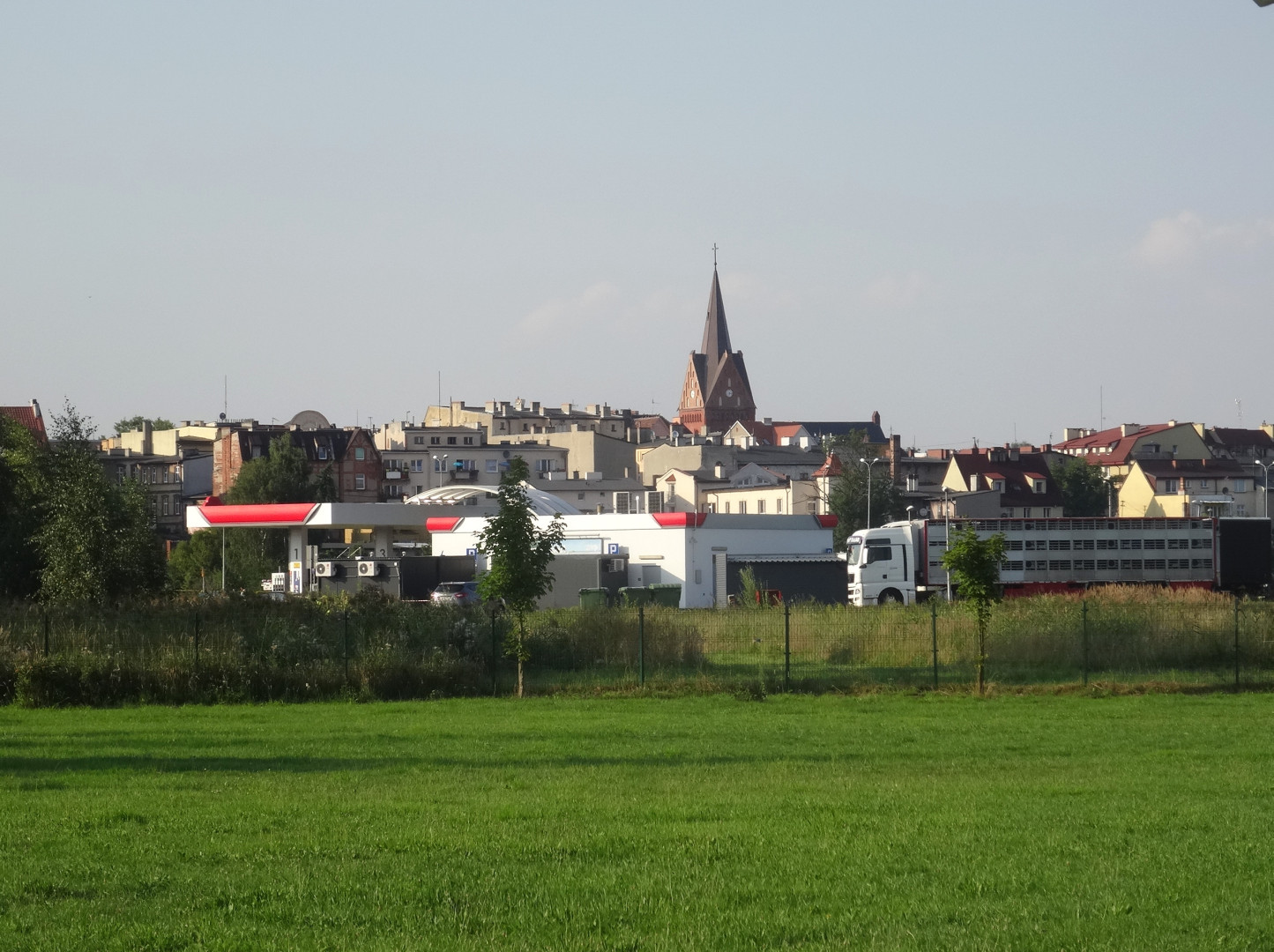
Panorama miasta znad Noteci

Kluczowy gród obronny Pomorzan przy granicy z Polską w 1090 roku został zdobyty w wyniku oblężenia przez wojska polskie pod dowództwem palatyna Sieciecha przy jednoczesnym odparciu odsieczy Pomorzan z głębi kraju. W 1091 Władysław Herman z pomocą czeską bezskutecznie oblegał Nakło (czyli wcześniej Pomorzanie musieli jakoś odzyskać ten gród). To nieudane oblężenie oznaczało, że Pomorze na pewien czas usamodzielniło się od Polski.
Ostatecznie gród został opanowany przez Bolesława Krzywoustego w 1113 roku i włączony w obręb państwa Piastów, co odnotował Gall Anonim w księdze III Kroniki polskiej w 26. rozdziale zatytułowanym „Pomorani tradiderunt castrum Nakel Polonis”, czyli po polsku „Pomorzanie oddali Polakom gród Nakieł”. W 1299 roku Władysław Łokietek nadał miastu prawa miejskie. Po 1357 roku król Kazimierz Wielki zbudował w Nakle murowany gotycki zamek, który nazywano potem zamkiem Krajna lub krajeńskim. W dniu 3 marca 1393 roku książę szczeciński Warcisław VII otrzymał gród Nakło od króla polskiego Władysława Jagiełły w zamian za prowadzenie dalszej blokady lądowej państwa krzyżackiego. W czasie wojny trzynastoletniej Nakło wystawiło w 1458 roku 4 pieszych na odsiecz oblężonej polskiej załogi Zamku w Malborku. Z 1507 roku pochodzi pierwsze świadectwo istnienia osiedla żydowskiego w Nakle.
Po utworzeniu osobnego powiatu nakielskiego, stało się ono siedzibą dwóch sądów szlacheckich: ziemskiego i grodzkiego, które funkcjonowały do rozbiorów. Nakło następnie wchodziło w skład prowincji wielkopolskiej Korony Królestwa Polskiego Rzeczypospolitej Obojga Narodów. Po rozbiorach znajdowało się w zaborze pruskim.
Budowa kanału bydgoskiego oraz ukończenie w 1851 roku jednej z pierwszych linii kolejowych na ziemiach polskich przyczyniły się do rozwoju gospodarczego miasta.
W Nakle nad Notecią mieszkali Ignacy i Józef Oborscy, którzy, dzięki rozległym kontaktom w Wielkim Księstwie Poznańskim i Prusach Zachodnich, w połowie XIX w. zajmowali się rozprowadzaniem wśród ziemiaństwa i oficjalistów druków socjalistycznej Gromady Rewolucyjnej Londyn. Po wojnie krymskiej policja pruska podjęła przeciw nim śledztwo. W 1858 r. bracia Oborscy skupili wokół siebie grupę zwolenników, lecz próby podjęcia współpracy z Karolem Libeltem, Aleksandrem Guttrym i Władysławem Niegolewskim nie powiodły się.
Miejski pieniądz zastępczy (Notgeld) w formie papierowej występował w latach 1914–1919.

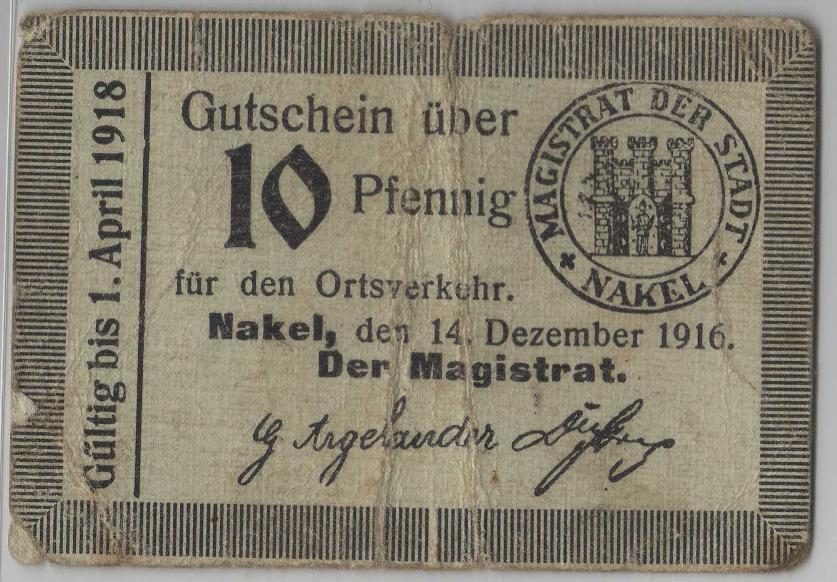
10 Pfennig 14.12.1916
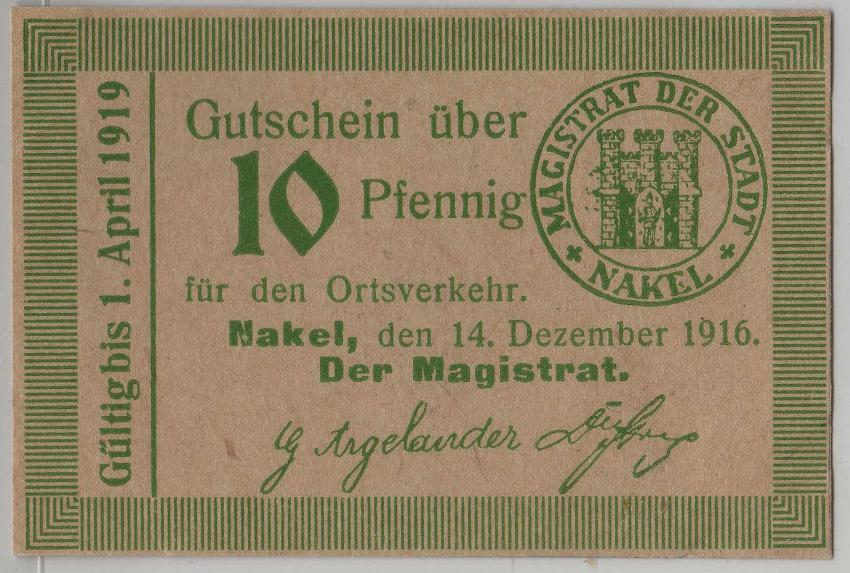
10 Pfennig 14.12.1916
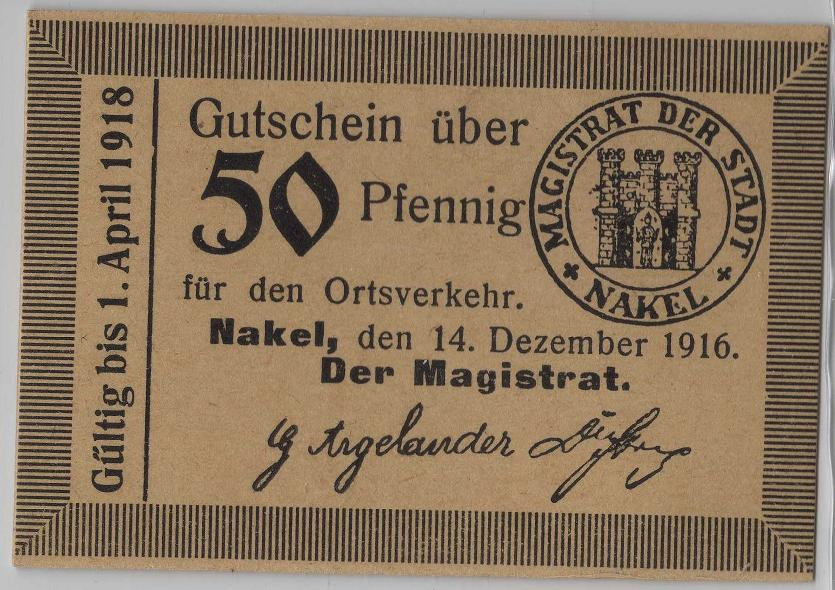
50 Pfennig 14.12.1916
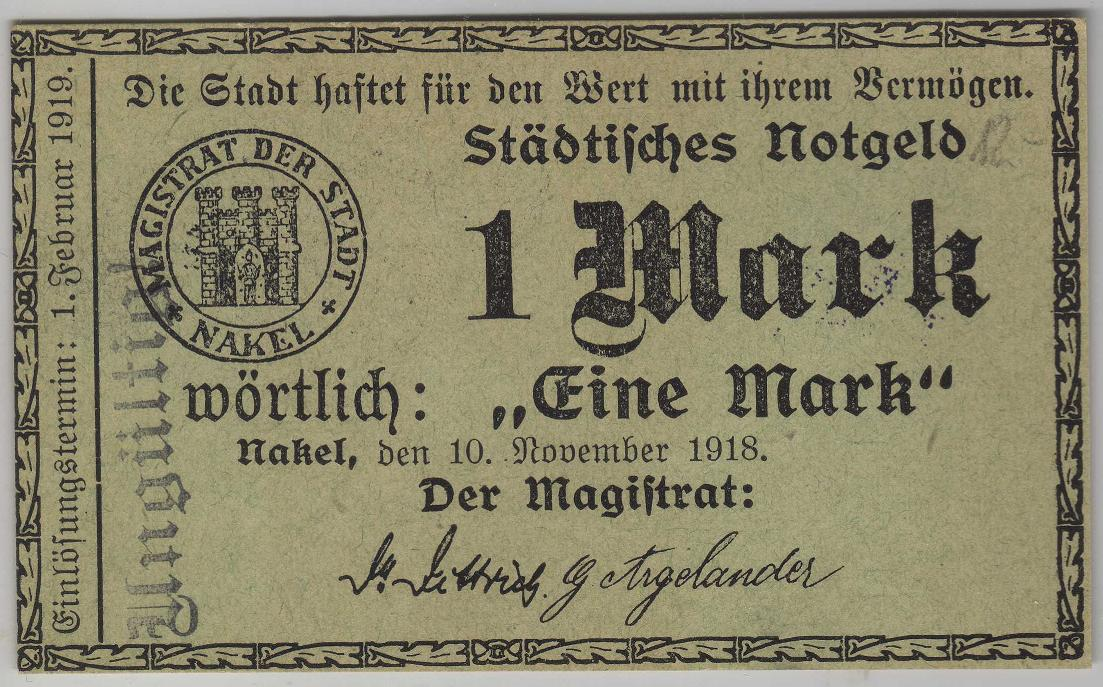
1 Mark 10.11.1918
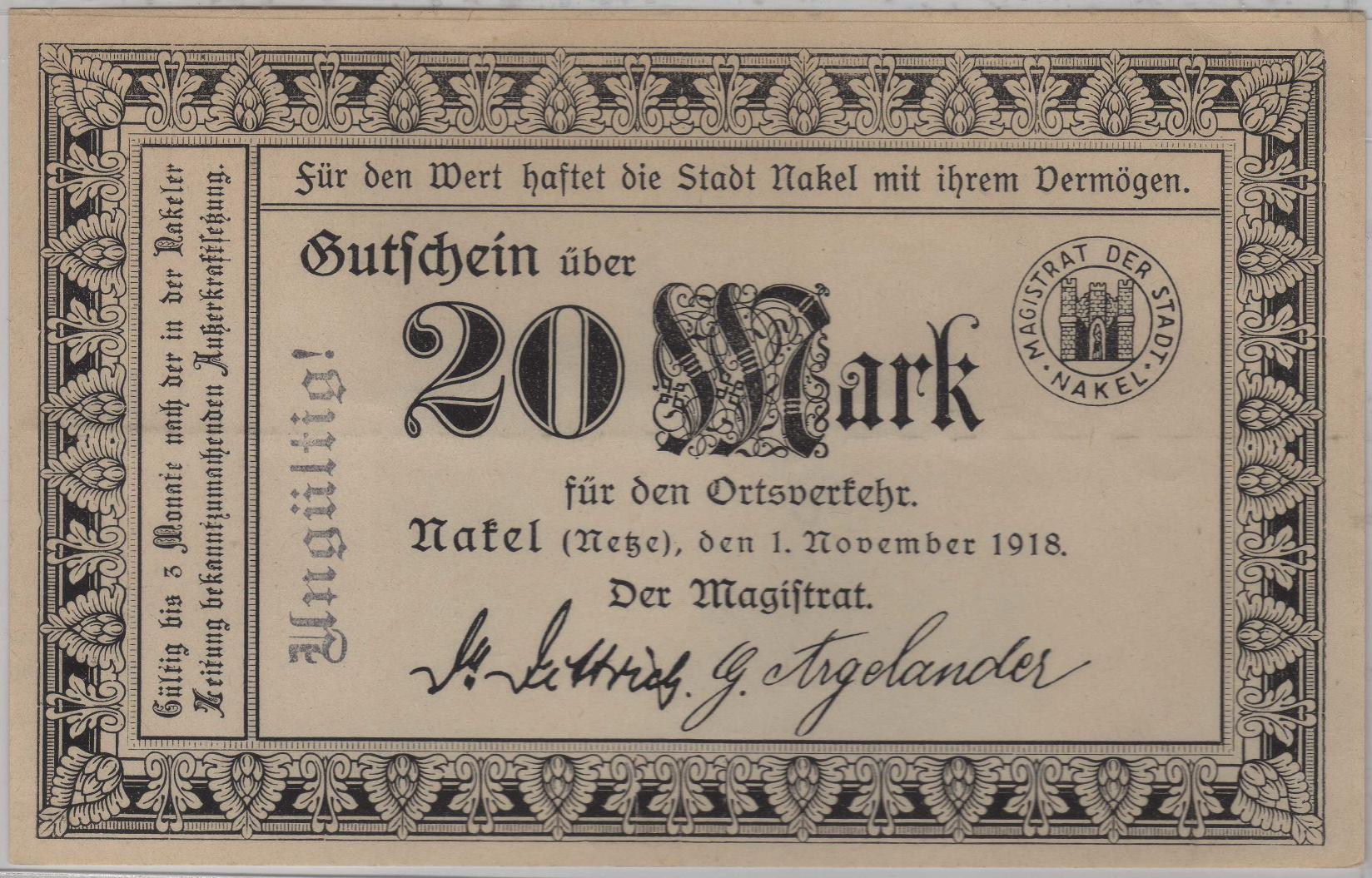
20 Mark 01.11.1918
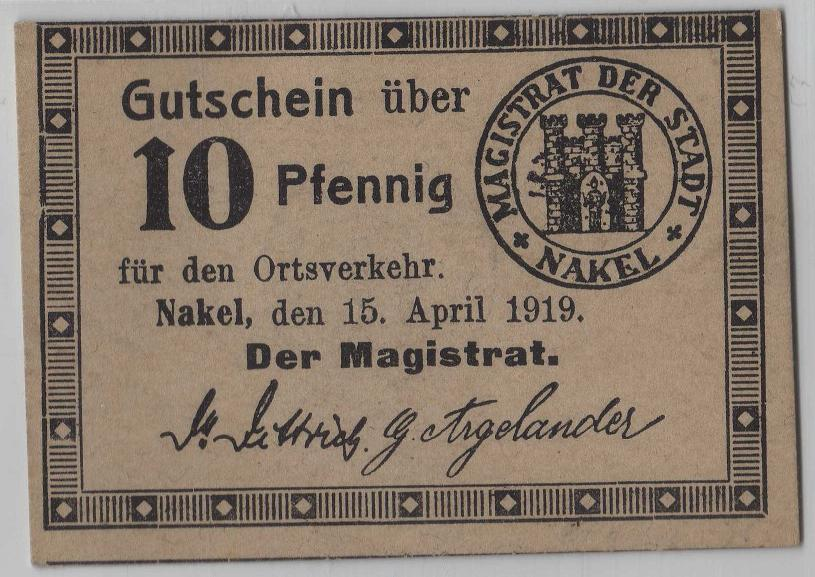
10 Pfennig 15.04.1919
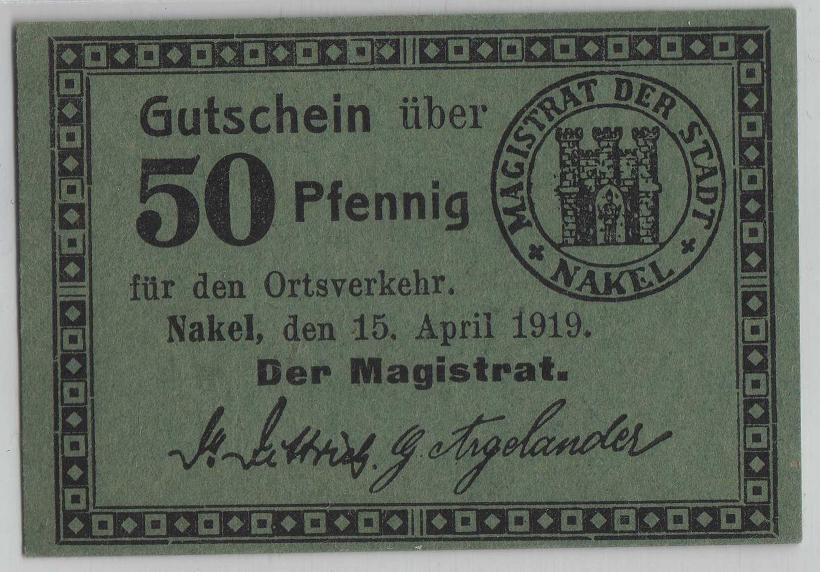
50 Pfennig 15.04.1919

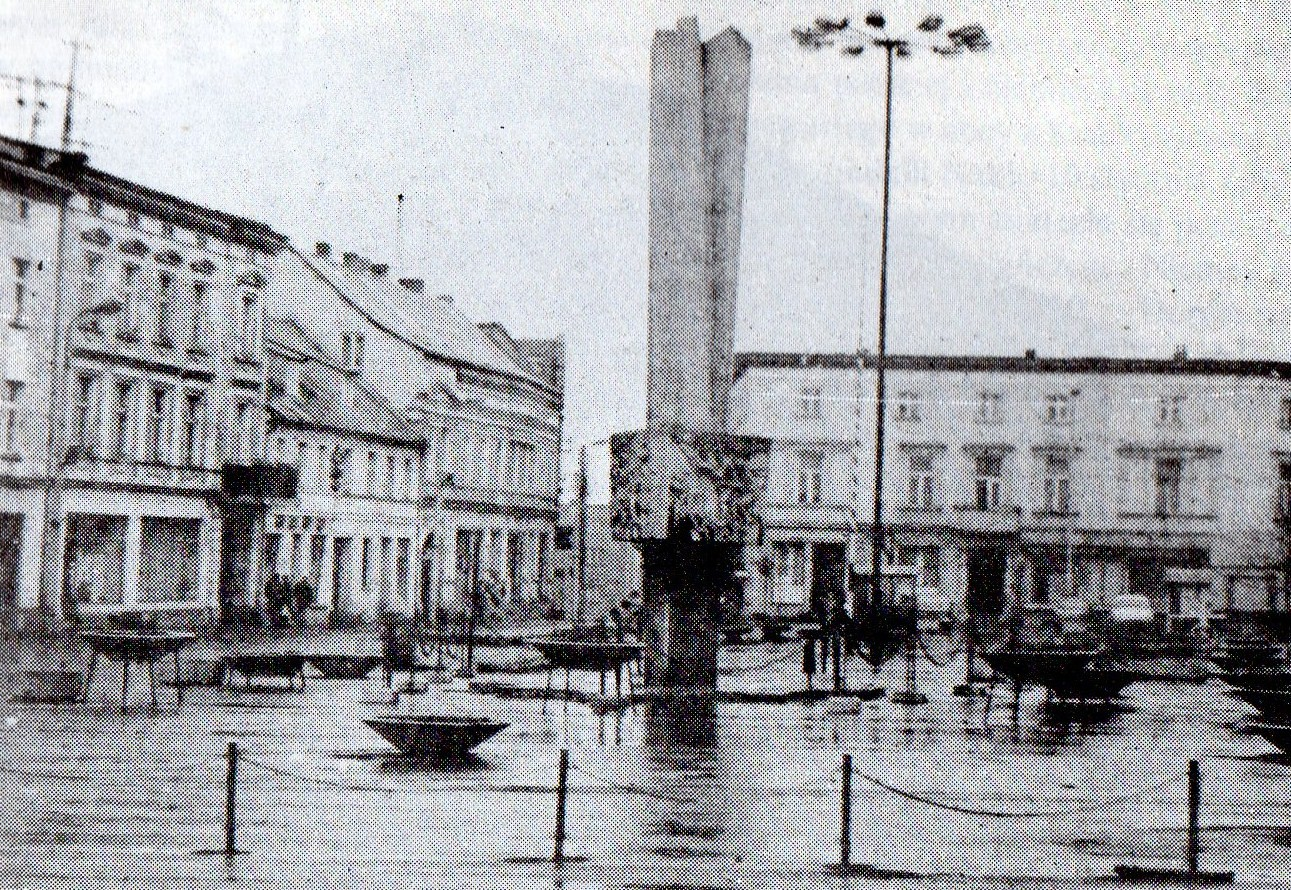
Rynek w 1989

20 stycznia w 1920 roku, wypełniając postanowienia traktatu wersalskiego, do Nakła wjechały oddziały 5 pułku strzelców wielkopolskich pod dowództwem płk. Wrzalińskiego.
W 1945 roku w walkach o zdobycie Nakła i okolic poległo 463 żołnierzy radzieckich. Pochowani zostali w miejscowościach, w których zostali zabici. W 1946 roku władze miasta rozpoczęły ekshumacje poległych. W 1947 roku stworzono specjalny cmentarz, gdzie przeniesiono szczątki poległych, znajdujący się w pobliżu cmentarza rzymskokatolickiego, a na mogiłach postawiono obelisk pamiątkowy. Na cmentarzu pochowano 242 żołnierzy radzieckich.
W okresie Polski Ludowej w mieście rozwinął się przemysł spożywczy, elektrotechniczny, maszynowy i drzewny. W latach 1975–1998 miasto administracyjnie należało do woj. bydgoskiego.

## Demografia

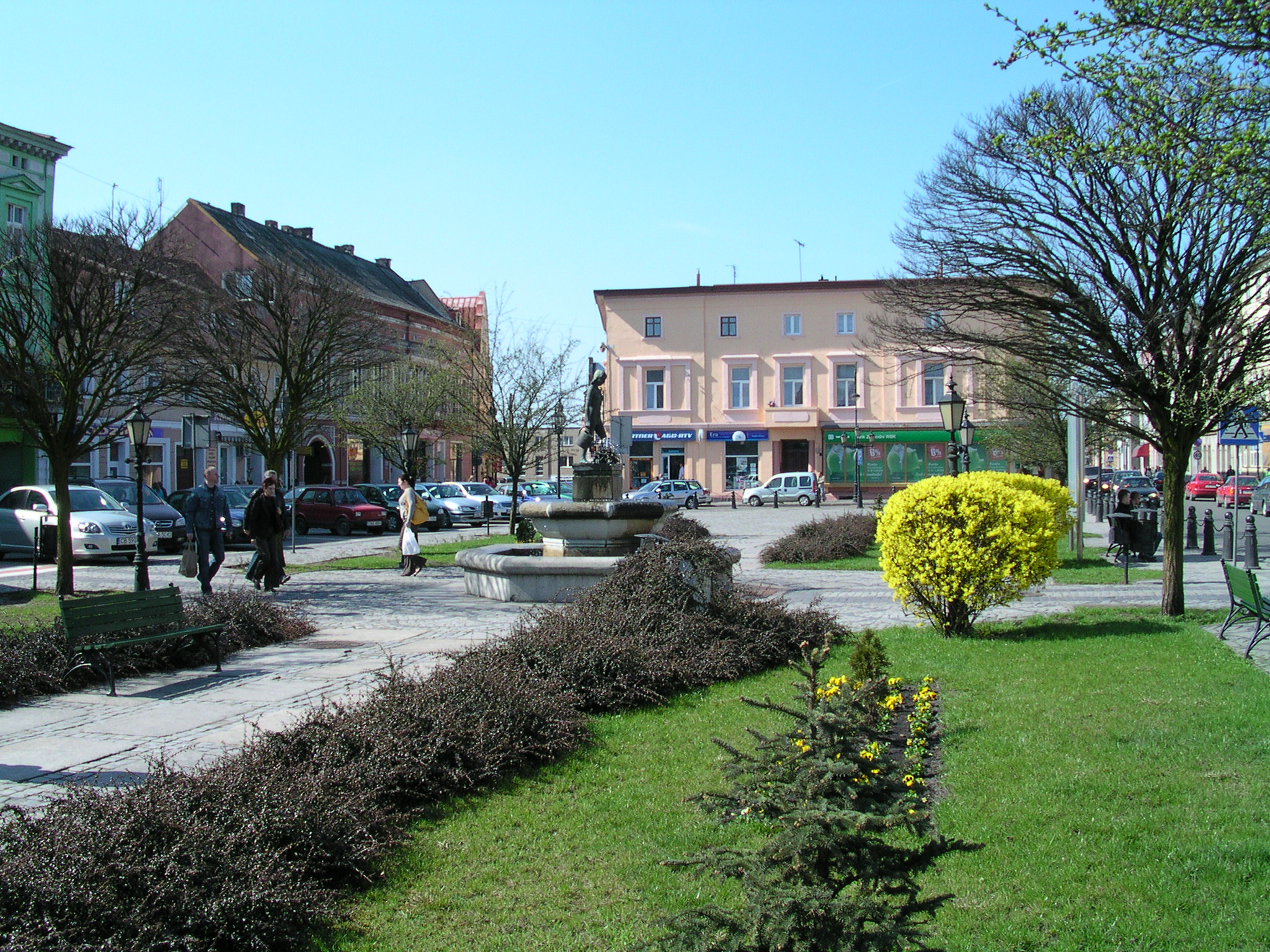
Rynek z fontanną

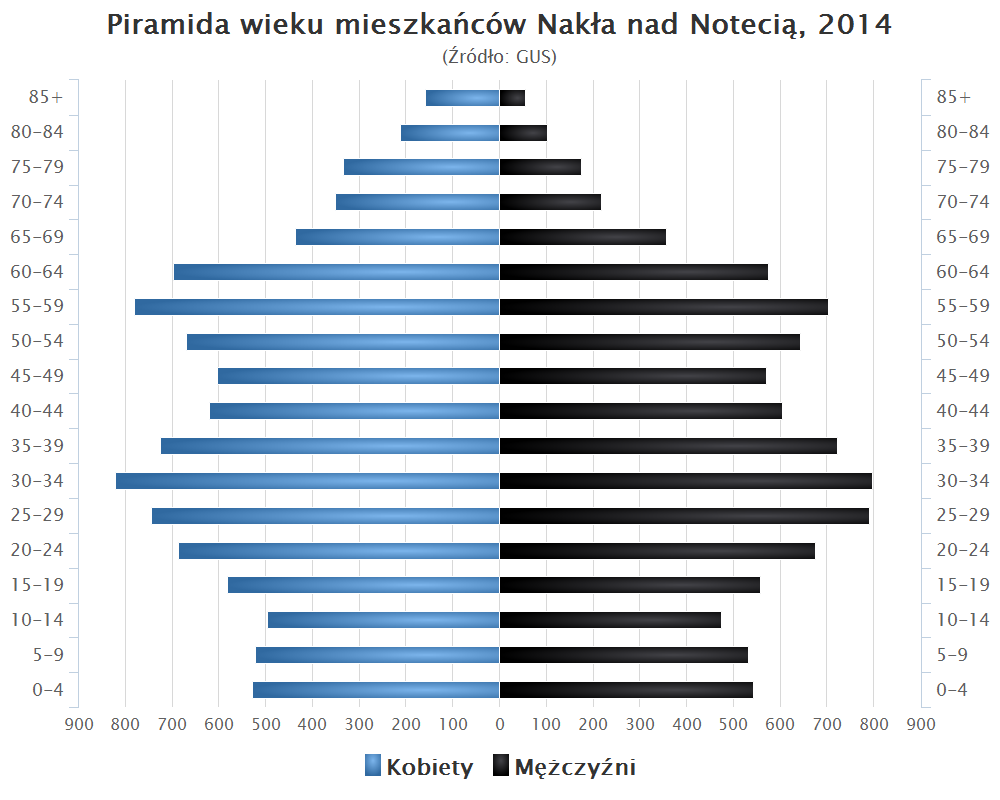
Piramida wieku mieszkańców Nakła nad Notecią w 2014 roku

## Interesujące obiekty

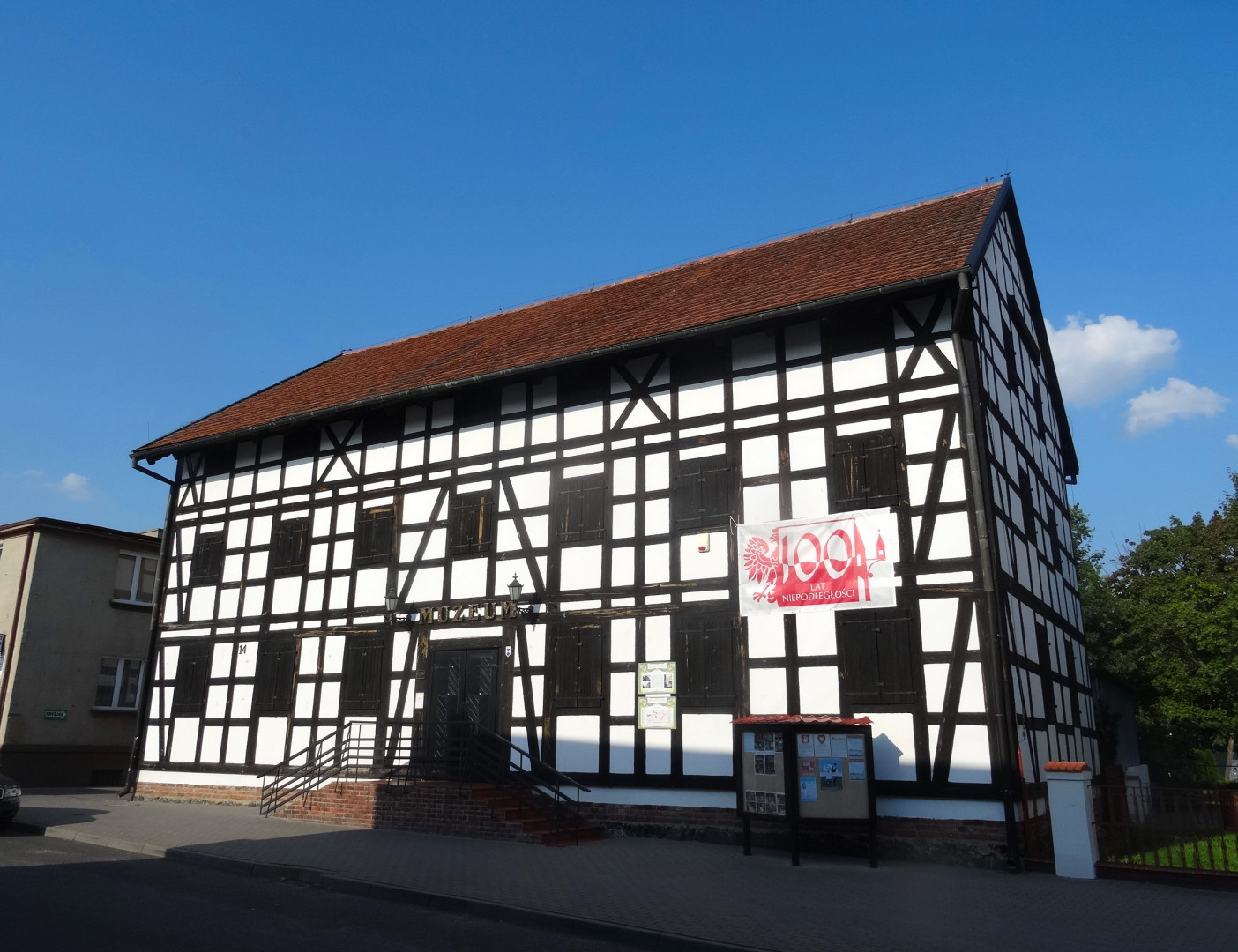
Muzeum Ziemi Krajeńskiej

### Zabytki

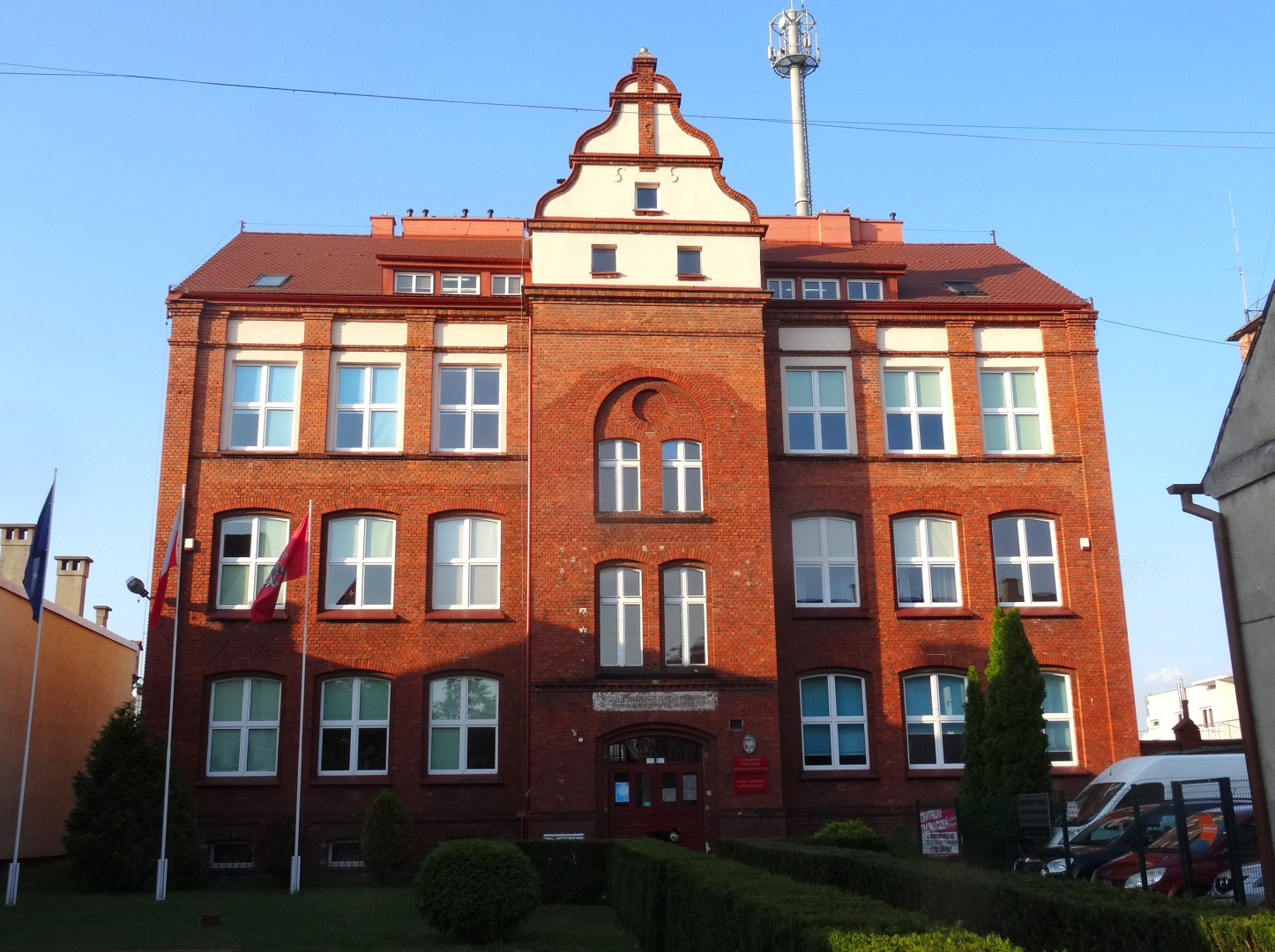
Budynek starostwa powiatowego (1894) dawniej szkoła katolicka

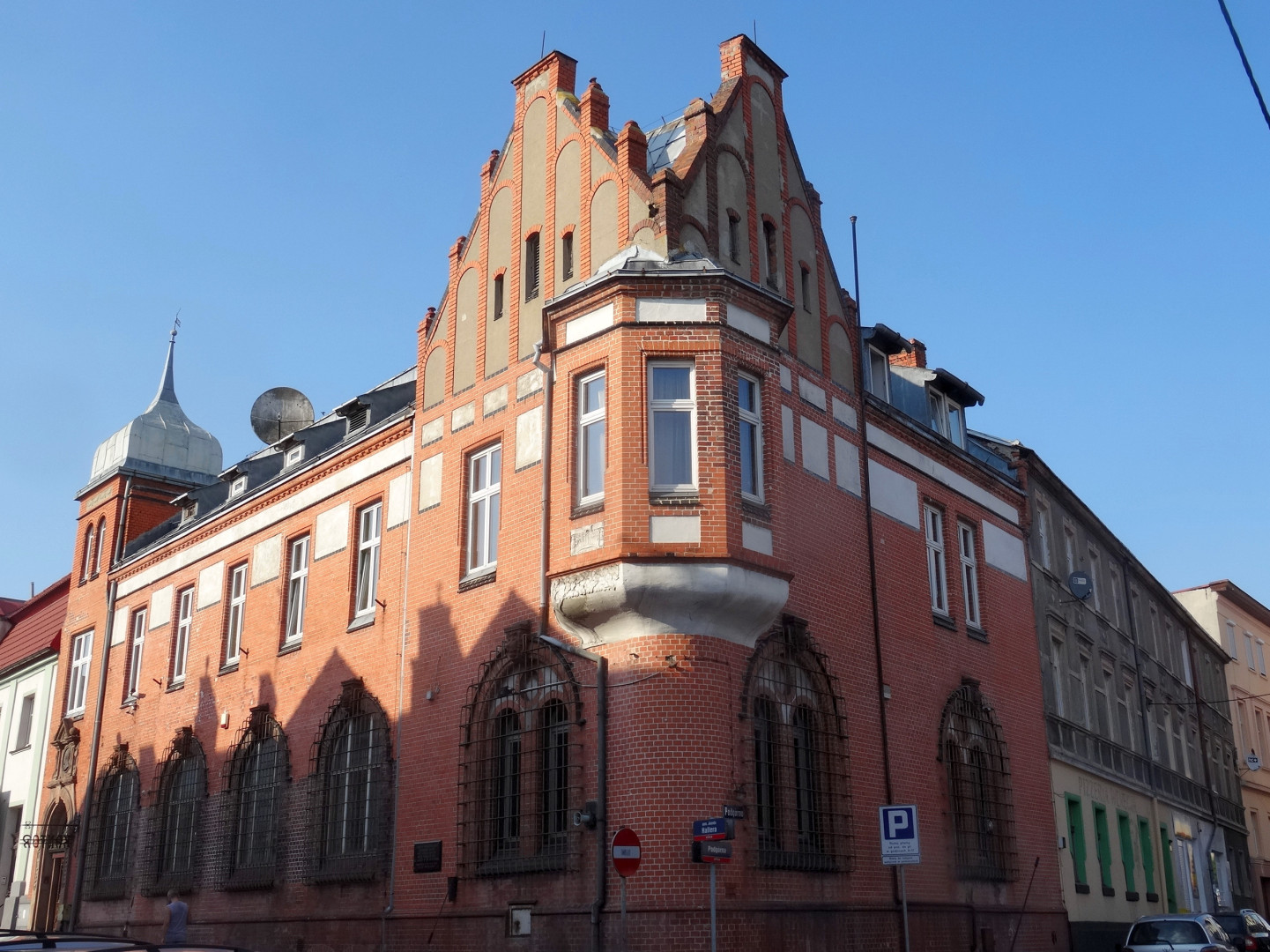
Budynek Towarzystwa Oszczędnościowo-Pożyczkowego z pocz. XX w.

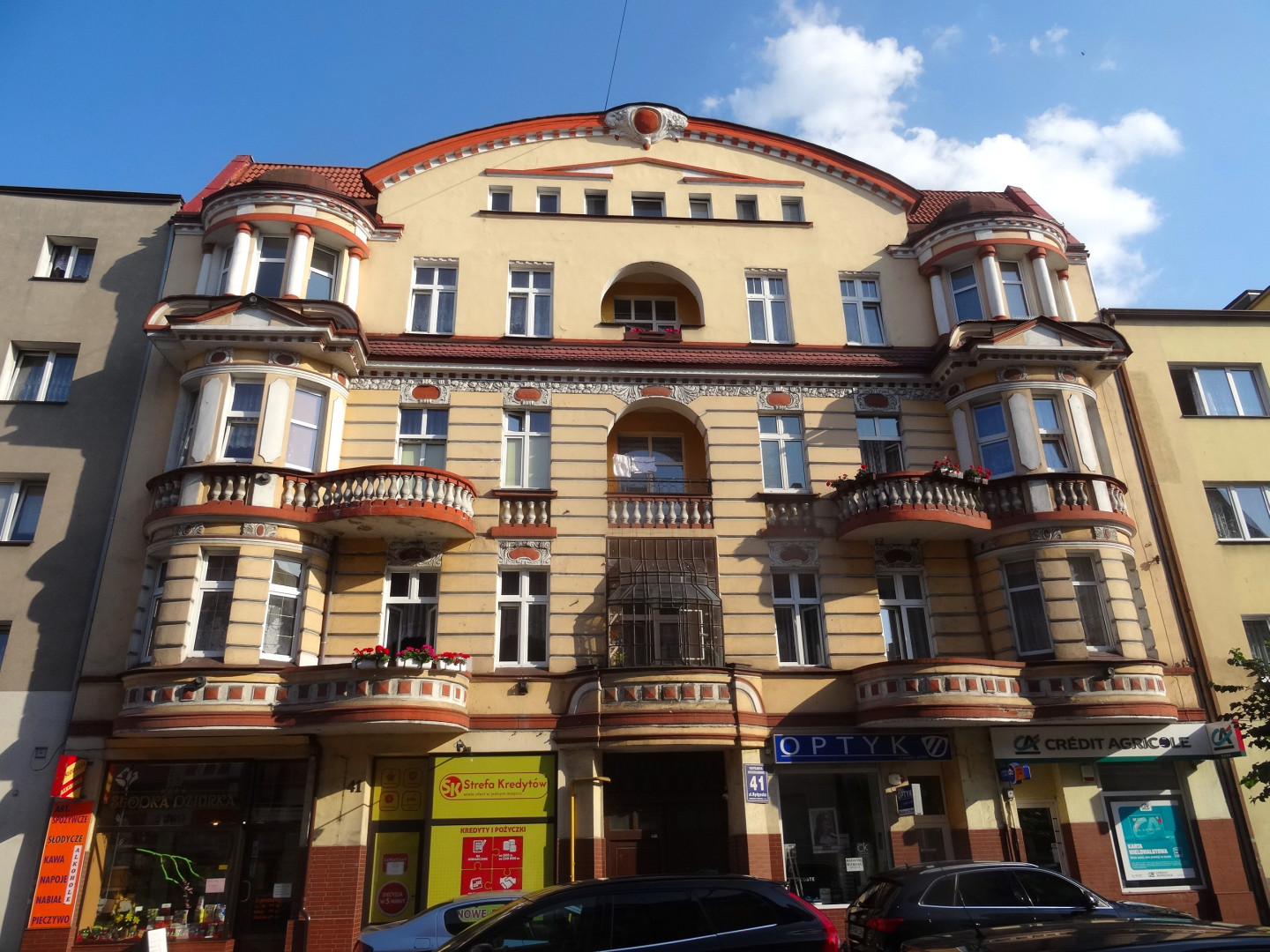
Kamienica przy ul. Bydgoskiej 41 projekt Juliusa Schumanna

- Kościół św. Wawrzyńca – klasycystyczny z 1843 roku, rozbudowany w roku 1925
- Kościół św. Stanisława – neogotycki poewangelicki z 1886–1887
- Spichlerze z XVIII–XIX wieku – w spichrzu przy ul. Pocztowej 14 urządzono Muzeum Ziemi Krajeńskiej
- Cmentarz parafii nakielskich z grobowcami rodzin Biniakowskich i Mantejewskich, kaplicą prochową (1891) oraz starą kostnicą
- Dawne koszary klasycystyczne z pierwszej połowy XIX wieku

### Inne
Inne obiekty godne zwiedzenia w Nakle:
- Rynek z fontanną – historyczne centrum miasta, znacznie zmienione względem stanu z przełomu XIX i XX wieku; od 1871 stał tutaj pomnik Germanii rozświetlany nocą lampami naftowymi, przed II wojną światową znajdowały się tu Ratusz, tzw. Mały Ratusz, oraz Bank Komunalny; po zniszczeniach wojennych z 1945 w miejscu Ratusza powstała droga na Paterek i Poznań; od 1995 na rynku stoi fontanna z posągiem dziewczyny z konewką podlewającą kwiaty; w okresie staropolskim na terenie Rynku znajdowało się tzw. Przedmieście Św. Krzyża z drewnianą kaplicą i cmentarzem
- Plac Zamkowy – najstarsza część miasta; nakielskie stare miasto; część powstałej w średniowieczu dzielnicy żydowskiej; nieopodal placu w okresie staropolskim stał zamek ufundowany przez króla Kazimierza Wielkiego
- Eklektyczna zabudowa – w Nakle nad Notecią można spotkać wiele zabytkowych kamienic, w większości pochodzących z przełomu XIX i XX wieku, m.in. przy ul. Bydgoskiej, Dąbrowskiego, Hallera
- Budynek starostwa powiatowego – wzniesiony w latach 1893–1894 dla polskiej szkoły katolickiej; rozbudowany w 1912, a w 1999 przeznaczony na potrzeby urzędu starostwa powiatu nakielskiego
- Kaplica prochowa – na wysokiej skarpie pradoliny Noteci nad cmentarzem góruje kaplica z figurą Chrystusa; pochodzącą z 1891 roku budowlę wzniesiono w stylu neogotyckim; ze szczytu wzgórza, na które prowadzą schody z cmentarza rozciąga się panorama miasta
- Wieża widokowa – w parku im. Jana III Sobieskiego na wzniesieniu górującym nad pradoliną znajduje się murowana wieża widokowa z 1902 roku wzniesiona przez budowniczego nakielskiego Otto Münchaua
- Muzeum Ziemi Krajeńskiej – mieści się w dawnym spichlerzu zbożowym zbudowanym w technice szkieletowej (popularny „mur pruski”); muzeum utworzono w latach 60. XX wieku, a jego tematyka dotyczy ziemi krajeńskiej począwszy od pradziejów do czasów II wojny światowej; częściami muzeum są kolekcja pocztówek nakielskich oraz wystawa poświęcona Klemensowi Biniakowskiemu
- Pomnik 700-lecia praw miejskich – dawny pomnik żołnierzy radzieckich, który przekształcono w 1999 roku na pomnik 700-lecia uzyskania przez Nakło praw miejskich
- Pomnik Antoniego Nadskakuły – ustawiony w parku 700-lecia Nakła obelisk ku czci nakielskiego rzemieślnika, zamordowanego 2 czerwca 1919 roku za obronę polskości
- Dąb pamięci kpt. Franciszka Czułkowskiego – przy kościele pw. św. Wawrzyńca; posadzony ku czci zamordowanego w Katyniu kpt. Franciszka Czułkowskiego
- Pomnik i kwatera wojenna Armii Radzieckiej – na cmentarzu nakielskim znajduje się kwatera poległych w walkach o Nakło i powiat wyrzyski 448 oficerów i żołnierzy Armii Radzieckiej; pomiędzy mogiłami wznosi się obelisk z czerwoną gwiazdą i pamiątkową tablicą
- Obiekty hydrotechniczne – w pobliżu Nakła z Notecią łączy się Kanał Bydgoski; poziomy wód regulują śluzy: Józefinki i Nakło Wschód
- Ławeczka Józefa Piłsudskiego – odsłonięta 9 września 2018 r. Znajduje się na Rynku.
- Konik Nakielski – kopia drewnianej średniowiecznej zabawki, odnalezionej podczas prac archeologicznych prowadzonych na Placu Zamkowym w latach 60. XX wieku. Rzeźbę odsłonięto 22 września 2019 roku w ramach obchodów 720-lecia nadania praw miejskich Nakłu nad Notecią w Parku 700-lecia.
- Ława Władysława Łokietka – odsłonięta 22 września 2019 roku w ramach obchodów 720-lecia nadania praw miejskich Nakłu nad Notecią w Parku 700-lecia.

### Przystań nad Notecią
W 2011 r. pomiędzy ulicami Poznańską i Notecką NAVIMOR-INVEST z Gdańska wybudował basen portowy wraz z towarzyszącą infrastrukturą techniczną na Noteci. Znajduje się tu slip obsługujący łodzie o masie do 5 ton, w basenie portowym cumować może ok. 30 jednostek żeglarskich i sportowych różnej wielkości.

## Transport

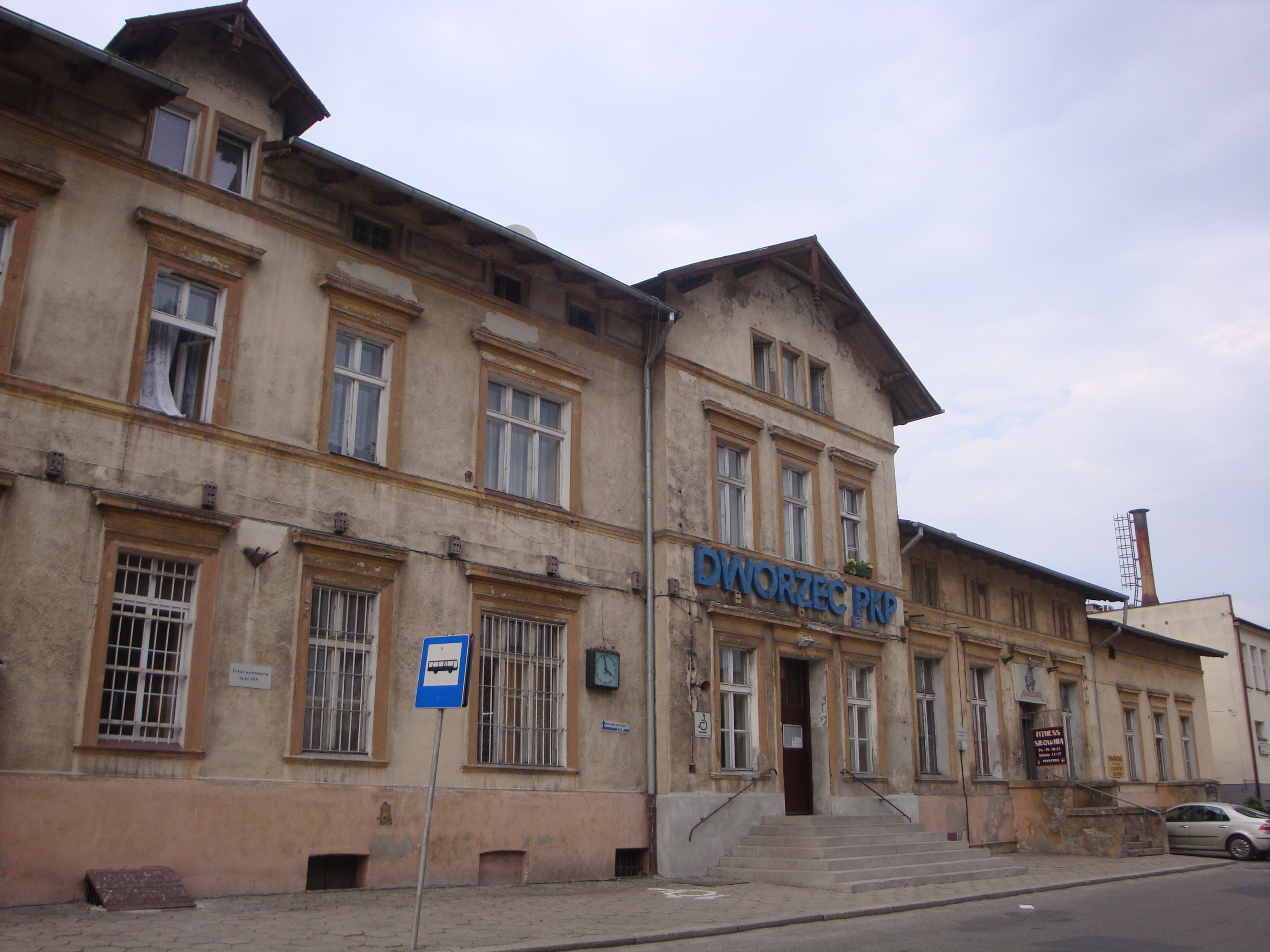
Dworzec kolejowy

- droga krajowa nr 10: Lubieszyn – Szczecin – Wałcz – Piła – Wyrzysk – Nakło nad Notecią- Bydgoszcz – Toruń – Płońsk
- droga wojewódzka nr 241: Tuchola – Sępólno Krajeńskie – Więcbork – Nakło nad Notecią – Kcynia – Wągrowiec – Rogoźno. 4 września 2015 uruchomiono w jej ciągu kolejną obwodnicę miasta.

- Przez miasto przebiega linia kolejowa nr 18 Piła – Bydgoszcz – Toruń – Aleksandrów Kuj. – Włocławek – Kutno.

## Oświata

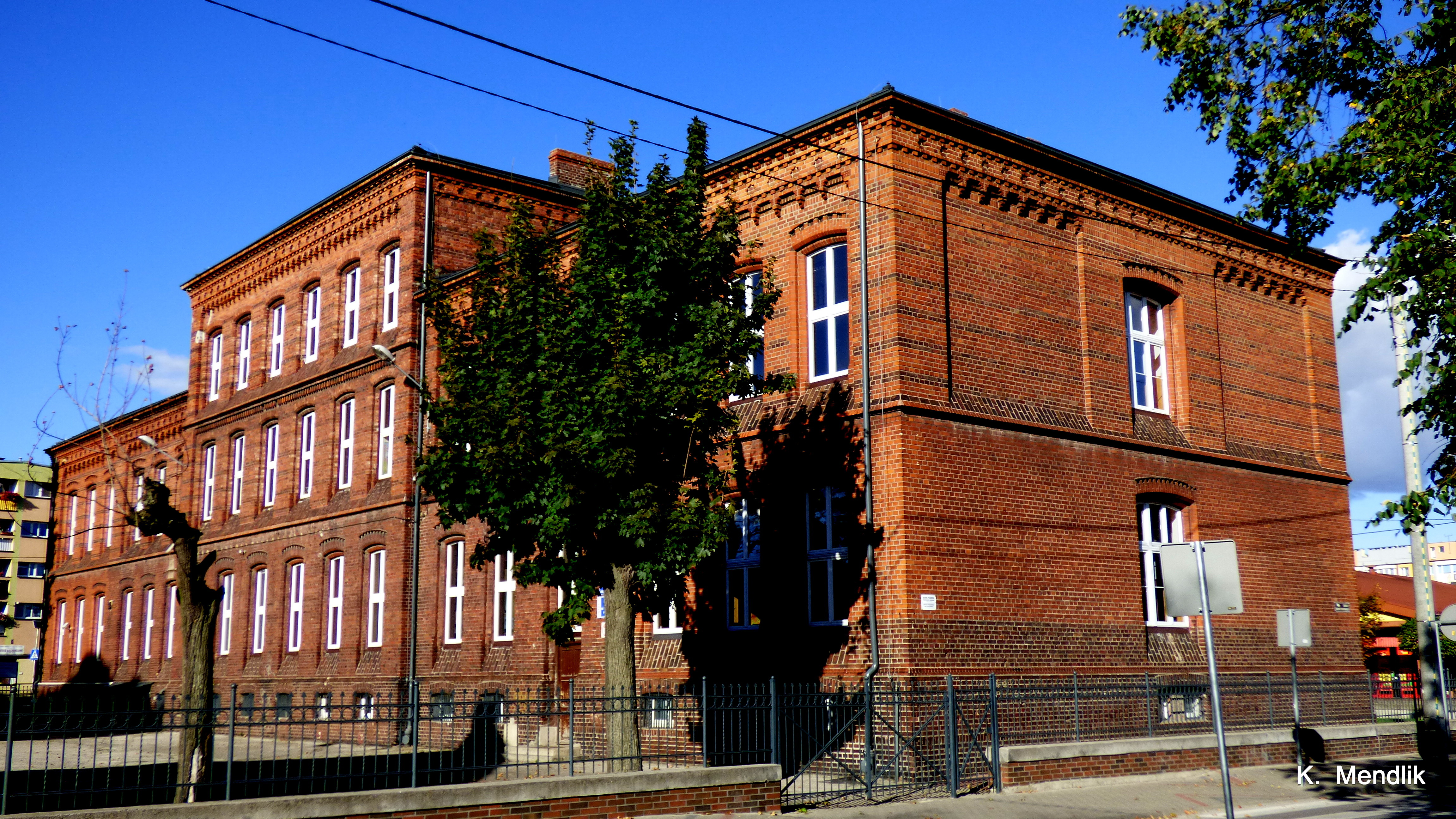
Liceum Ogólnokształcące im. B. Krzywoustego

- Szkoła Podstawowa nr 2 im. Kardynała Stefana Wyszyńskiego Prymasa Tysiąclecia
- Szkoła Podstawowa nr 3 im. Konstytucji 3 Maja
- Zespół Szkolno-Przedszkolny nr 4 im. Armii Krajowej
- Liceum Ogólnokształcące im. Bolesława Krzywoustego w Nakle nad Notecią
- Zespół Szkół Żeglugi Śródlądowej im. kmdr. B. Romanowskiego
- Zespół Szkół im. Stanisława Staszica

## Sport
- Klub piłkarski KS Czarni Nakło
- Klub sportowy NTS Trójka Nakło
- Nakielskie Towarzystwo Tenisowe „SOKÓŁ”
- Nakielski Klub Tenisa Stołowego „Sparta Nakło”
- Sekcja Szachowa NOK Nakło
- Nakielskie Stowarzyszenie Promocji Sportu MEZAR
- Stowarzyszenie Dart Nakło
- Lekkoatletyczny uczniowski klub sportowy „LUKS START” Nakło
- Uczniowski Klub Sportowy „UKS Czwórka Nakło”[19]

## Wspólnoty wyznaniowe
- Kościół rzymskokatolicki (diecezja bydgoska)
  - Parafia św. Wawrzyńca – odnotowana w Kronice Galla Anonima z 1109 r.; obecna świątynia została wzniesiona w latach 1843–1847 i rozbudowana w okresie międzywojennym
  - Parafia św. Stanisława Biskupa i Męczennika – erygowana w 1925 r.; świątynię wzniesiono w 1895 r. dla zboru ewangelicko-unijnego, a w 1945 r. przekazano katolikom; w 2016 r. odbudowano wieżę świątyni zburzoną podczas II wojny światowej
  - Parafia Najświętszej Maryi Panny Królowej Polski – erygowana w 1996 r.
- Kościół Chrześcijan Baptystów w RP:
  - zbór w Nakle nad Notecią[20]
- Świadkowie Jehowy
  - Dwa zbory: Nakło-Południe, Nakło-Północ (Sala Królestwa Plac Szkolny 3A)[21]

## Miasta partnerskie
- Seymour, Stany Zjednoczone
- Elsterwerda, Niemcy
- Naklo, Słowenia

## Lokalne media
- Nakielski Czas – tygodnik ukazujący się od 1995 roku do 2018 roku,
- Powiat Nakielski – tygodnik,
- Express Nakielski – gazeta codzienna, odłam Expressu Bydgoskiego,
- Głos Krajny i Pałuk – tygodnik ukazujący się od 2012 roku, już niewydawany,
- Radio Nakło,
- Nasza Krajna – dwutygodnik Gminy Nakło ukazujący się od końca 2018 roku.